# Mørkets Ø
 Der er for få eller ingen kildehenvisninger i denne artikel, hvilket er et problem. Du kan hjælpe ved at angive troværdige kilder til de påstande, som fremføres i artiklen.

Mørkets Ø er en norsk thriller/gyserfilm fra 1997 instrueret af Trygve Allister Diesen (no). Filmen er Allister Diesens debut som spillefilminstruktør. Hovedrollen spilles af danske Sofie Gråbøl, der spiller den nyuddannede lærer Julie, der flytter fra København til en lille ø ude i det sydvestlige Norge.